# I Have a Dream

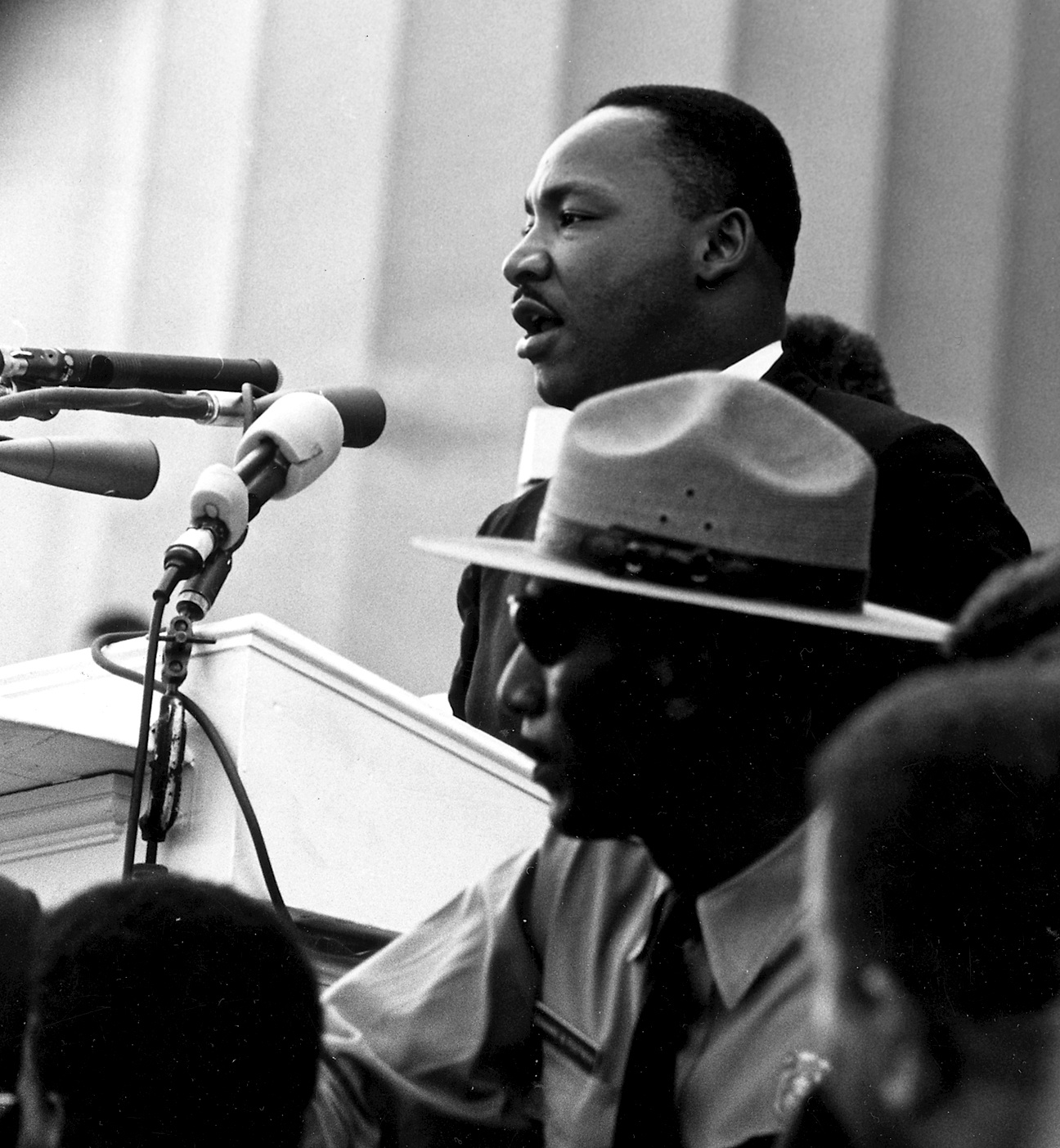
Martin Luther King, medan han håller sitt tal.

I Have a Dream (på svenska: Jag har en dröm) är ett offentligt tal som hölls av den amerikanske medborgarrättsaktivisten Martin Luther King. I talet förklarade han sin vision av framtiden, där vita och svarta levde som jämlikar.
Martin Luther King höll talet den 28 augusti 1963 vid Lincolnmonumentet i Washington, D.C., i samband med Marschen till Washington för arbete och frihet med mer än 240 000 deltagare. Det var ett viktigt skede i den amerikanska medborgarrättsrörelsen 1955-1968. De mest berömda fraserna i talet kom från dess andra halva:
| ”                           | Jag har en dröm, att nationen en vacker dag skall resa sig och göra den verkliga innebörden av sin troslära till verklighet: "Vi anser att dessa sanningar är självklara, att alla människor skapats som likar." /…/ Jag har en dröm, att mina fyra små barn en dag skall leva i en nation där de inte blir dömda efter sin hudfärg, utan efter deras karaktärs innehåll. | „ |
| – Martin Luther King, 1963, | |   |

I Have a Dream anses av många vara ett retoriskt mästerverk. Stilen påminner om en baptistisk predikan. King hänvisade i talet till Bibeln, kungörelsen om slavarnas frigörelse och USA:s konstitution. 1999 rankades det som etta bland USA:s 1900-talstal, i en omröstning bland amerikanska forskare.